# Chathamskrake
Chathamskrake (Mergus milleneri) är en utdöd fågelart i familjen änder inom ordningen andfåglar. 

## Upptäckt och förekomst
Chathamskraken är endast känd från några tusen år gamla fossila ben funna i Chathamöarna utanför Nya Zeeland. Den beskrevs först 2014. Den har hittats enbart på huvudön Chatham och inte ännu på de mindre öarna omkring. 

## Utseende och levnadssätt
Arten var mindre än alla andra i släktet Mergus. Jämfört med sin nära släkting, den likaledes utdöda nyazeelandskraken, hade chathamskraken en kortare skalle och näbb samt större saltkörtlar. Det senare tyder på att den tillbringade mycket tid i kustnära vatten, förmodligen framför allt i saltvattenslagunen Te Whangha.

## Utdöende
Eftersom några benlämningar har hittats i kökkenmöddingar på ön tros den ha jagats av människan för föda. Jakt tros vara den största orsaken till chathamskrakens försvinnande.

## Namn
Artens vetenskapliga namn hedrar Dr Philip Millener som samlade in merparten av det fossila materialet.

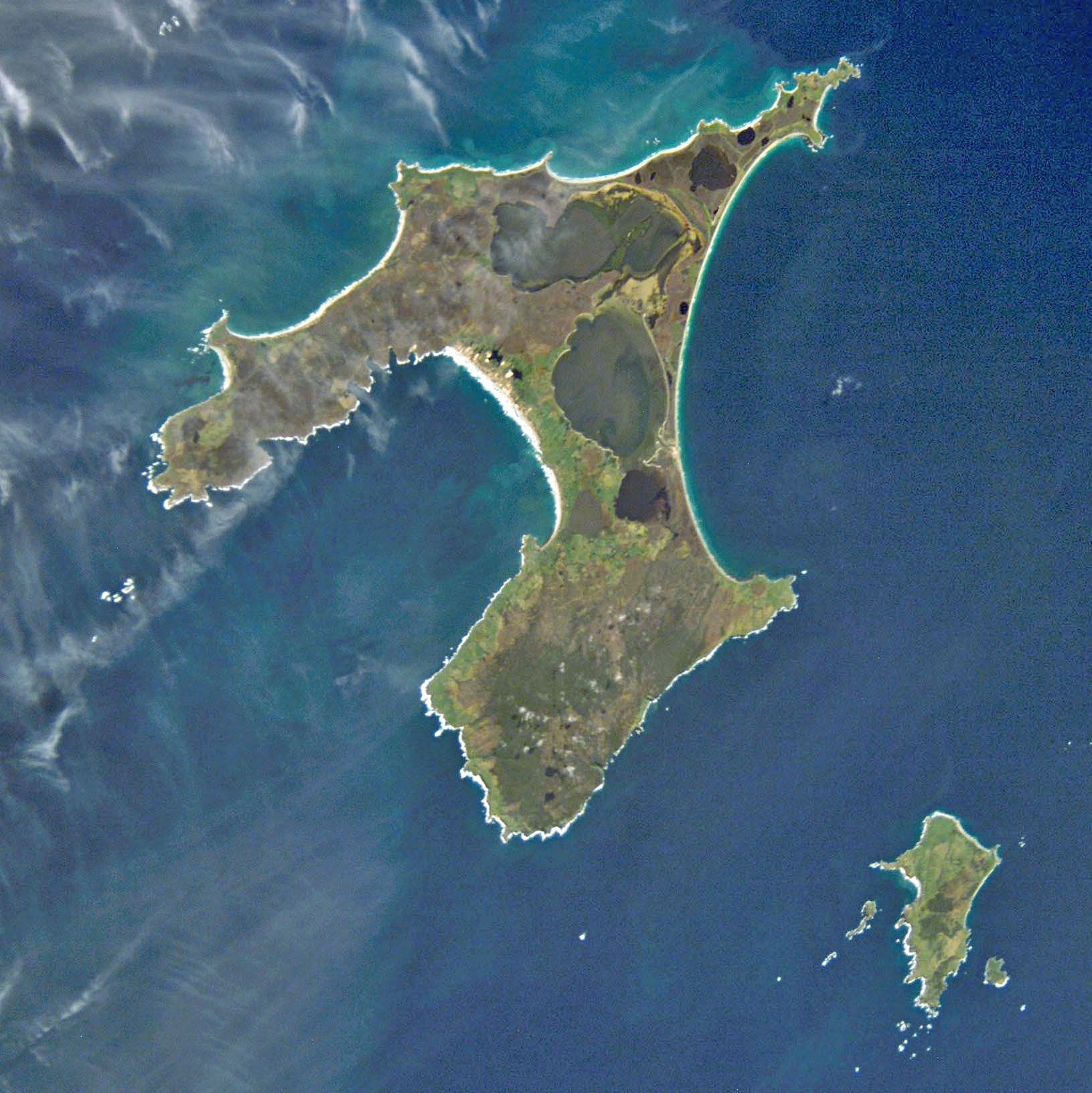
Flygbild över Chathamöarna, där chathamanden förekom.